# Championnat du monde des rallyes 2011
Navigation
2010 2012
Le championnat du monde des rallyes 2011 comporte 13 manches au calendrier dont 1 sur neige, 3 sur asphalte et 9 sur terre tout autour du globe. L'alternance continue du côté des épreuves. Ainsi, le rallye de Sardaigne, le rallye d'Argentine, le rallye de l'Acropole et le rallye d'Australie refont leur apparition aux dépens du rallye de Turquie, du rallye de Nouvelle-Zélande, du rallye de Bulgarie et du rallye du Japon.
Cette saison marque de profonds bouleversements dans la règlementation technique des voitures homologables pour le championnat du monde avec l'arrivée des moteurs 1,6 L Turbo, l'interdiction du différentiel central et des passages de vitesse au volant. Le parc de voitures utilisé par les différentes équipes est donc intégralement renouvelé (celles utilisées au cours des dernières saisons étant désormais interdites). On assiste ainsi à l'introduction en championnat du monde de la Citroën DS3 WRC, de la Ford Fiesta RS WRC et de la Mini Countryman WRC.
Michelin et le manufacturier chinois DMACK deviennent les deux fournisseurs officiels de pneumatiques après la fin du contrat d'exclusivité de Pirelli avec le championnat WRC.
Du côté des équipages officiels, on notera que Sébastien Ogier devient pilote numéro 2 chez Citroën aux côtés de Sébastien Loeb. Ford conserve ses deux pilotes Mikko Hirvonen et Jari-Matti Latvala alors que Mini se lance avec Daniel Sordo qui quitte la marque aux chevrons et Kris Meeke, pilote IRC en 2010.  De nombreuses autres WRC animeront le championnat au sein d'équipes privées avec au volant des pilotes comme Petter Solberg, Henning Solberg, Kimi Räikkönen, Ken Block, Federico Villagra, etc.

## Modifications des règles
Après la quatrième épreuve du calendrier, les constructeurs seront autorisés à utiliser au maximum deux moteurs par voiture pour les neuf épreuves restantes.
Chaque épreuve du championnat comporte désormais un nouveau format de spéciale (appelée Power Stage) organisée le dernier jour de course et destinée à améliorer la couverture télévisée. Les pilotes et copilotes les plus rapides se voient attribuer des points supplémentaires (3-2-1), conformément au classement général de la spéciale.

## Pilotes et Écuries
| Écuries                               | Constructeur | Voiture                      | Pneus | N° | Pilotes                  | Copilotes           | Manches            |
| ------------------------------------- | ------------ | ---------------------------- | ----- | -- | ------------------------ | ------------------- | ------------------ |
| Citroën Total World Rally Team        | Citroën      | Citroën DS3 WRC              | M     | 1  | Sébastien Loeb           | Daniel Elena        | Toutes             |
| Citroën Total World Rally Team        | Citroën      | Citroën DS3 WRC              | M     | 2  | Sébastien Ogier          | Julien Ingrassia    | Toutes             |
| Ford Abu Dhabi World Rally Team       | Ford         | Ford Fiesta RS WRC           | M     | 3  | Mikko Hirvonen           | Jarmo Lehtinen      | Toutes             |
| Ford Abu Dhabi World Rally Team       | Ford         | Ford Fiesta RS WRC           | M     | 4  | Jari-Matti Latvala       | Miikka Anttila      | Toutes             |
| M-Sport Stobart Ford World Rally Team | Ford         | Ford Fiesta RS WRC           | M     | 5  | Henning Solberg          | Ilka Minor          | 1–4                |
| M-Sport Stobart Ford World Rally Team | Ford         | Ford Fiesta RS WRC           | M     | 5  | Matthew Wilson           | Scott Martin        | 5–13               |
| M-Sport Stobart Ford World Rally Team | Ford         | Ford Fiesta RS WRC           | M     | 6  | Mads Østberg             | Jonas Andersson     | 1–9, 11–13         |
| M-Sport Stobart Ford World Rally Team | Ford         | Ford Fiesta RS WRC           | M     | 6  | Evgeny Novikov           | Denis Giraudet      | 10                 |
| M-Sport Stobart Ford World Rally Team | Ford         | Ford Fiesta RS WRC           | M     | 15 | Matthew Wilson           | Scott Martin        | 1–4                |
| M-Sport Stobart Ford World Rally Team | Ford         | Ford Fiesta RS WRC           | M     | 15 | Henning Solberg          | Ilka Minor          | 5–13               |
| M-Sport Stobart Ford World Rally Team | Ford         | Ford Fiesta RS WRC           | M     | 16 | Per-Gunnar Andersson     | Emil Axelsson       | 5                  |
| M-Sport Stobart Ford World Rally Team | Ford         | Ford Fiesta RS WRC           | M     | 16 | Aaron Burkart            | Andre Kachel        | 9                  |
| M-Sport Stobart Ford World Rally Team | Ford         | Ford Fiesta RS WRC           | D     | 18 | Ott Tänak                | Kuldar Sikk         | 13                 |
| M-Sport Stobart Ford World Rally Team | Ford         | Ford Fiesta RS WRC           | M     | 54 | Evgeny Novikov           | Stéphane Prevot     | 2, 5               |
| M-Sport Stobart Ford World Rally Team | Ford         | Ford Fiesta RS WRC           | M     | 54 | Evgeny Novikov           | Denis Giraudet      | 7–8, 11            |
| Munchi's Ford World Rally Team        | Ford         | Ford Fiesta RS WRC           | M     | 7  | Federico Villagra        | Jorge Pérez Companc | 2–6                |
| Munchi's Ford World Rally Team        | Ford         | Ford Fiesta RS WRC           | M     | 7  | Federico Villagra        | José Díaz           | 7                  |
| Munchi's Ford World Rally Team        | Ford         | Ford Fiesta RS WRC           | M     | 7  | Federico Villagra        | Diego Curletto      | 12                 |
| ICE 1 Racing                          | Citroën      | Citroën DS3 WRC              | M     | 8  | Kimi Räikkönen           | Kaj Lindström       | 1, 3–4, 7–13       |
| FERM Power Tools World Rally Team     | Ford         | Ford Fiesta RS WRC           | M     | 9  | Dennis Kuipers           | Frédéric Miclotte   | 1–3, 5, 7–9, 11–13 |
| FERM Power Tools World Rally Team     | Ford         | Ford Fiesta RS WRC           | M     | 9  | Dennis Kuipers           | Bjorn Degandt       | 4                  |
| FERM Power Tools World Rally Team     | Ford         | Ford Fiesta RS WRC           | M     | 18 | René Kuipers             | Robin Buysmans      | 9                  |
| FERM Power Tools World Rally Team     | Ford         | Ford Fiesta RS WRC           | M     | 18 | René Kuipers             | Annemieke Hulzebos  | 7–8                |
| FERM Power Tools World Rally Team     | Ford         | Ford Fiesta S2000            | M     | 18 | René Kuipers             | Annemieke Hulzebos  | 1, 3, 5            |
| Team Abu Dhabi                        | Ford         | Ford Fiesta RS WRC           | M     | 10 | Khalid Al Qassimi        | Michael Orr         | 1, 3–5, 8, 10–12   |
| Team Abu Dhabi                        | Ford         | Ford Fiesta RS WRC           | M     | 10 | Evgeny Novikov           | Denis Giraudet      | 13                 |
| Petter Solberg World Rally Team       | Citroën      | Citroën DS3 WRC              | M     | 11 | Petter Solberg           | Chris Patterson     | Toutes             |
| Brazil World Rally Team               | Mini         | Mini John Cooper Works S2000 | M     | 12 | Daniel Oliveira          | Carlos Magalhães    | 3–4                |
| Brazil World Rally Team               | Mini         | Mini John Cooper Works WRC   | M     | 12 | Daniel Oliveira          | Carlos Magalhães    | 5–12               |
| Brazil World Rally Team               | Mini         | Mini John Cooper Works WRC   | M     | 12 | Daniel Oliveira          | Fernando Mussano    | 13                 |
| Van Merksteijn Motorsport             | Citroën      | Citroën DS3 WRC              | M     | 14 | Peter van Merksteijn Jr. | Eddy Chevaillier    | 3–7                |
| Van Merksteijn Motorsport             | Citroën      | Citroën DS3 WRC              | M     | 14 | Peter van Merksteijn Jr. | Erwin Mombaerts     | 9–13               |
| Van Merksteijn Motorsport             | Citroën      | Citroën DS3 WRC              | M     | 20 | Peter van Merksteijn Sr. | Erwin Mombaerts     | 5, 7               |
| Mini WRC Team                         | Mini         | Mini John Cooper Works WRC   | M     | 37 | Dani Sordo               | Carlos del Barrio   | 5, 8–9, 11–13      |
| Mini WRC Team                         | Mini         | Mini John Cooper Works WRC   | M     | 52 | Kris Meeke               | Paul Nagle          | 5, 8–9, 11–13      |
| Monster World Rally Team              | Ford         | Ford Fiesta RS WRC           | M     | 43 | Ken Block                | Alex Gelsomino      | 1–3, 6, 9–13       |

| Écuries                     | Constructeur | Voiture                      | Pneus | N° | Pilotes               | Copilotes           | Manches       |
| --------------------------- | ------------ | ---------------------------- | ----- | -- | --------------------- | ------------------- | ------------- |
| M-Sport                     | Ford         | Ford Fiesta RS WRC           | M     | 16 | Per-Gunnar Andersson  | Emil Axelsson       | 1             |
| Team Quinta do Lorde        | Ford         | Ford Fiesta RS WRC           | M     | 16 | Bernardo Sousa        | António Costa       | 3             |
| Citroën Racing Technilogies | Citroën      | Citroën DS3 WRC              | M     | 16 | Evgeny Novikov        | Denis Giraudet      | 12            |
| Motorsport Italia/BAMP      | Mini         | Mini John Cooper Works S2000 | M     | 17 | Armindo Araújo        | Miguel Ramalho      | 3             |
| Motorsport Italia/BAMP      | Mini         | Mini John Cooper Works WRC   | M     | 17 | Armindo Araújo        | Miguel Ramalho      | 5, 7–9, 11–13 |
| Grifone                     | Mini         | Mini John Cooper Works WRC   | M     | 18 | Matti Rantanen        | Mikko Lukka         | 8             |
| Grifone                     | Mini         | Mini John Cooper Works WRC   | M     | 51 | Patrik Flodin         | Goran Bergsten      | 5, 9          |
| Team Greece                 | Ford         | Ford Fiesta RS WRC           | M     | 19 | Lambros Athanassoulas | Nikolaos Zakheos    | 7             |
| HJ-Autotalo.com             | Ford         | Ford Fiesta RS WRC           | M     | 19 | Jari Ketomaa          | Mika Stenberg       | 8             |
| Prodrive                    | Mini         | Mini John Cooper Works WRC   | M     | 51 | Mattias Therman       | Janne Perälä        | 8             |
| Czech Ford National Team    | Ford         | Ford Fiesta RS WRC           | M     | 51 | Martin Prokop         | Jan Tománek         | 13            |
| Equipe de France FFSA       | Mini         | Mini John Cooper Works WRC   | M     | 55 | Pierre Campana        | Sabrina De Castelli | 9, 11–12      |
| Palmerinha Rally            | Mini         | Mini John Cooper Works WRC   | M     | 59 | Paulo Nobre           | Edu Paula           | 13            |
| Volkswagen Motorsport       | Škoda        | Škoda Fabia S2000            | M     | 20 | Hans Weijs, Jr.       | Bjorn Degandt       | 9             |
| Volkswagen Motorsport       | Škoda        | Škoda Fabia S2000            | M     | 50 | Joonas Lindroos       | Pasi Kipeläinen     | 8             |
| Volkswagen Motorsport       | Škoda        | Škoda Fabia S2000            | M     | 54 | Andreas Mikkelsen     | Ola Floene          | 8             |
| Volkswagen Motorsport       | Škoda        | Škoda Fabia S2000            | M     | 54 | Kevin Abbring         | Lara Vanneste       | 13            |
| Volkswagen Motorsport       | Škoda        | Škoda Fabia S2000            | M     | 56 | Christian Riedemann   | Michael Wenzel      | 9, 12         |
| Volkswagen Motorsport       | Škoda        | Škoda Fabia S2000            | M     | 57 | Yeray Lemes           | Rogelio Peñate      | 12            |
| Volkswagen Motorsport       | Škoda        | Škoda Fabia S2000            | M     | 57 | Sepp Wiegand          | Timo Gottschalk     | 13            |

## Calendrier / Résultats
| Manche | Rallye                                                                | Podium | Podium             | Podium              | Podium                                | Podium            |
| Manche | Rallye                                                                | Pos.   | Pilote             | Voiture             | Équipe                                | Temps             |
| ------ | --------------------------------------------------------------------- | ------ | ------------------ | ------------------- | ------------------------------------- | ----------------- |
| 1re    | Rallye de Suède 10 février-13 février résultats détaillés             | 1er    | Mikko Hirvonen     | Ford Fiesta RS WRC  | BP Ford Abu Dhabi World Rally Team    | 3 h 23 min 56 s 6 |
| 1re    | Rallye de Suède 10 février-13 février résultats détaillés             | 2e     | Mads Østberg       | Ford Fiesta RS WRC  | M-Sport Stobart Ford World Rally Team | 3 h 24 min 03 s 1 |
| 1re    | Rallye de Suède 10 février-13 février résultats détaillés             | 3e     | Jari-Matti Latvala | Ford Fiesta RS WRC  | BP Ford Abu Dhabi World Rally Team    | 3 h 24 min 30 s 6 |
|        |                                                                       |        |                    |                     |                                       |                   |
| 2e     | Rallye du Mexique 4 mars-6 mars résultats détaillés                   | 1er    | Sébastien Loeb     | Citroën DS3 WRC     | Citroën Total World Rally Team        | 3 h 52 min 27 s 0 |
| 2e     | Rallye du Mexique 4 mars-6 mars résultats détaillés                   | 2e     | Mikko Hirvonen     | Ford Fiesta RS WRC  | BP Ford Abu Dhabi World Rally Team    | 3 h 54 min 55 s 4 |
| 2e     | Rallye du Mexique 4 mars-6 mars résultats détaillés                   | 3e     | Jari-Matti Latvala | Ford Fiesta RS WRC  | BP Ford Abu Dhabi World Rally Team    | 3 h 55 min 40 s 9 |
|        |                                                                       |        |                    |                     |                                       |                   |
| 3e     | Rallye du Portugal 24 mars-27 mars résultats détaillés                | 1er    | Sébastien Ogier    | Citroën DS3 WRC     | Citroën Total World Rally Team        | 4 h 10 min 53 s 4 |
| 3e     | Rallye du Portugal 24 mars-27 mars résultats détaillés                | 2e     | Sébastien Loeb     | Citroën DS3 WRC     | Citroën Total World Rally Team        | 4 h 11 min 25 s 2 |
| 3e     | Rallye du Portugal 24 mars-27 mars résultats détaillés                | 3e     | Jari-Matti Latvala | Ford Fiesta RS WRC  | BP Ford Abu Dhabi World Rally Team    | 4 h 14 min 15 s 5 |
|        |                                                                       |        |                    |                     |                                       |                   |
| 4e     | Rallye de Jordanie 14 avril-17 avril résultats détaillés              | 1er    | Sébastien Ogier    | Citroën DS3 WRC     | Citroën Total World Rally Team        | 2 h 48 min 28 s 2 |
| 4e     | Rallye de Jordanie 14 avril-17 avril résultats détaillés              | 2e     | Jari-Matti Latvala | Ford Fiesta RS WRC  | BP Ford Abu Dhabi World Rally Team    | 2 h 48 min 28 s 4 |
| 4e     | Rallye de Jordanie 14 avril-17 avril résultats détaillés              | 3e     | Sébastien Loeb     | Citroën DS3 WRC     | Citroën Total World Rally Team        | 2 h 48 min 55 s 9 |
|        |                                                                       |        |                    |                     |                                       |                   |
| 5e     | Rallye de Sardaigne 5 mai-8 mai résultats détaillés                   | 1er    | Sébastien Loeb     | Citroën DS3 WRC     | Citroën Total World Rally Team        | 3 h 45 min 40 s 9 |
| 5e     | Rallye de Sardaigne 5 mai-8 mai résultats détaillés                   | 2e     | Mikko Hirvonen     | Ford Fiesta RS WRC  | BP Ford Abu Dhabi World Rally Team    | 3 h 45 min 52 s 1 |
| 5e     | Rallye de Sardaigne 5 mai-8 mai résultats détaillés                   | 3e     | Petter Solberg     | Citroën DS3 WRC     | Petter Solberg World Rally Team       | 3 h 46 min 04 s 7 |
|        |                                                                       |        |                    |                     |                                       |                   |
| 6e     | Rallye d'Argentine 26 mai-29 mai résultats détaillés                  | 1er    | Sébastien Loeb     | Citroën DS3 WRC     | Citroën Total World Rally Team        | 4 h 02 min 56 s 9 |
| 6e     | Rallye d'Argentine 26 mai-29 mai résultats détaillés                  | 2e     | Mikko Hirvonen     | Ford Fiesta RS WRC  | BP Ford Abu Dhabi World Rally Team    | 4 h 03 min 59 s 3 |
| 6e     | Rallye d'Argentine 26 mai-29 mai résultats détaillés                  | 3e     | Sébastien Ogier    | Citroën DS3 WRC     | Citroën Total World Rally Team        | 4 h 04 min 04 s 2 |
|        |                                                                       |        |                    |                     |                                       |                   |
| 7e     | Rallye de l'Acropole 16 juin-19 juin résultats détaillés              | 1er    | Sébastien Ogier    | Citroën DS3 WRC     | Citroën Total World Rally Team        | 4 h 04 min 44 s 3 |
| 7e     | Rallye de l'Acropole 16 juin-19 juin résultats détaillés              | 2e     | Sébastien Loeb     | Citroën DS3 WRC     | Citroën Total World Rally Team        | 4 h 04 min 54 s 8 |
| 7e     | Rallye de l'Acropole 16 juin-19 juin résultats détaillés              | 3e     | Mikko Hirvonen     | Ford Fiesta RS WRC  | BP Ford Abu Dhabi World Rally Team    | 4 h 04 min 57 s 8 |
|        |                                                                       |        |                    |                     |                                       |                   |
| 8e     | Rallye de Finlande 29 juillet-31 juillet résultats détaillés          | 1er    | Sébastien Loeb     | Citroën DS3 WRC     | Citroën Total World Rally Team        | 2 h 39 min 37 s 0 |
| 8e     | Rallye de Finlande 29 juillet-31 juillet résultats détaillés          | 2e     | Jari-Matti Latvala | Ford Fiesta RS WRC  | BP Ford Abu Dhabi World Rally Team    | 2 h 39 min 45 s 1 |
| 8e     | Rallye de Finlande 29 juillet-31 juillet résultats détaillés          | 3e     | Sébastien Ogier    | Citroën DS3 WRC     | Citroën Total World Rally Team        | 2 h 39 min 49 s 8 |
|        |                                                                       |        |                    |                     |                                       |                   |
| 9e     | Rallye d'Allemagne 19 août-21 août résultats détaillés                | 1er    | Sébastien Ogier    | Citroën DS3 WRC     | Citroën Total World Rally Team        | 3 h 32 min 15 s 9 |
| 9e     | Rallye d'Allemagne 19 août-21 août résultats détaillés                | 2e     | Sébastien Loeb     | Citroën DS3 WRC     | Citroën Total World Rally Team        | 3 h 32 min 55 s 7 |
| 9e     | Rallye d'Allemagne 19 août-21 août résultats détaillés                | 3e     | Daniel Sordo       | Mini Countryman WRC | Mini World Rallye Team                | 3 h 34 min 11 s 5 |
|        |                                                                       |        |                    |                     |                                       |                   |
| 10e    | Rallye d'Australie 9 septembre-11 septembre résultats détaillés       | 1er    | Mikko Hirvonen     | Ford Fiesta RS WRC  | BP Ford Abu Dhabi World Rally Team    | 3 h 35 min 59 s 0 |
| 10e    | Rallye d'Australie 9 septembre-11 septembre résultats détaillés       | 2e     | Jari-Matti Latvala | Ford Fiesta RS WRC  | BP Ford Abu Dhabi World Rally Team    | 3 h 36 min 13 s 7 |
| 10e    | Rallye d'Australie 9 septembre-11 septembre résultats détaillés       | 3e     | Petter Solberg     | Citroën DS3 WRC     | Petter Solberg World Rally Team       | 3 h 36 min 43 s 8 |
|        |                                                                       |        |                    |                     |                                       |                   |
| 11e    | Rallye d'Alsace 30 septembre-2 octobre résultats détaillés            | 1er    | Sébastien Ogier    | Citroën DS3 WRC     | Citroën Total World Rally Team        | 3 h 06 min 20 s 4 |
| 11e    | Rallye d'Alsace 30 septembre-2 octobre résultats détaillés            | 2e     | Daniel Sordo       | Mini Countryman WRC | Mini World Rallye Team                | 3 h 06 min 26 s 7 |
| 11e    | Rallye d'Alsace 30 septembre-2 octobre résultats détaillés            | 3e     | Mikko Hirvonen     | Ford Fiesta RS WRC  | BP Ford Abu Dhabi World Rally Team    | 3 h 09 min 47 s 0 |
|        |                                                                       |        |                    |                     |                                       |                   |
| 12e    | Rallye de Catalogne 21 octobre-23 octobre résultats détaillés         | 1er    | Sébastien Loeb     | Citroën DS3 WRC     | Citroën Total World Rally Team        | 4 h 05 min 39 s 3 |
| 12e    | Rallye de Catalogne 21 octobre-23 octobre résultats détaillés         | 2e     | Mikko Hirvonen     | Ford Fiesta RS WRC  | BP Ford Abu Dhabi World Rally Team    | 4 h 07 min 46 s 2 |
| 12e    | Rallye de Catalogne 21 octobre-23 octobre résultats détaillés         | 3e     | Jari-Matti Latvala | Ford Fiesta RS WRC  | BP Ford Abu Dhabi World Rally Team    | 4 h 06 min 11 s 7 |
|        |                                                                       |        |                    |                     |                                       |                   |
| 13e    | Rallye de Grande-Bretagne 11 novembre-13 novembre résultats détaillés | 1er    | Jari-Matti Latvala | Ford Fiesta RS WRC  | BP Ford Abu Dhabi World Rally Team    | 3 h 27 min 03 s 5 |
| 13e    | Rallye de Grande-Bretagne 11 novembre-13 novembre résultats détaillés | 2e     | Mads Østberg       | Ford Fiesta RS WRC  | M-Sport Stobart Ford World Rally Team | 3 h 30 min 46 s 4 |
| 13e    | Rallye de Grande-Bretagne 11 novembre-13 novembre résultats détaillés | 3e     | Henning Solberg    | Ford Fiesta RS WRC  | M-Sport Stobart Ford World Rally Team | 3 h 34 min 08 s 6 |
|        |                                                                       |        |                    |                     |                                       |                   |

## Classements

### Classement des pilotes
Selon le système de points en vigueur, les 10 premiers équipages remportent des points, 25 points pour le premier, puis 18, 15, 12, 10, 8, 6, 4, 2 et 1.
| Rang | Pilote                  | Rallyes | Rallyes | Rallyes | Rallyes | Rallyes | Rallyes | Rallyes | Rallyes | Rallyes | Rallyes | Rallyes | Rallyes | Rallyes | Total points |
| Rang | Pilote                  | SUE     | MEX     | POR     | JOR     | ITA     | ARG     | GRE     | FIN     | GER     | AUS     | FRA     | ESP     | GBR     | Total points |
| ---- | ----------------------- | ------- | ------- | ------- | ------- | ------- | ------- | ------- | ------- | ------- | ------- | ------- | ------- | ------- | ------------ |
| 1er  | Sébastien Loeb          | 102     | 272     | 213     | 161     | 261     | 261     | 202     | 25      | 213     | 43      | Ab.     | 261     | Ab.     | 222          |
| 2e   | Mikko Hirvonen          | 25      | 213     | 12      | 142     | 213     | 202     | 161     | 153     | 12      | 25      | 15      | 18      | Ab.     | 214          |
| 3e   | Sébastien Ogier         | 153     | Ab.     | 261     | 283     | 12      | 15      | 283     | 161     | 272     | 0       | 261     | Ab.     | 3       | 196          |
| 4e   | Jari-Matti Latvala      | 161     | 15      | 172     | 18      | 2       | 6       | 2       | 202     | 0       | 202     | 153     | 15      | 261     | 172          |
| 5e   | Petter Solberg          | 10      | 131     | 8       | Ab.     | 15      | 153     | 12      | 10      | 111     | 161     | Dq.     | Ab.     | Ab.     | 110          |
| 6e   | Mads Østberg            | 18      | 10      | 0       | 0       | 10      | 10      | 0       | 8       | Ab.     | -       | 6       | 8       | 18      | 88           |
| 7e   | Matthew Wilson          | 2       | Ab.     | 10      | 10      | 2       | 4       | 8       | 4       | 0       | 12      | 1       | Ab.     | 10      | 63           |
| 8e   | Dani Sordo              | -       | -       | -       | -       | 8       | -       | -       | Ab.     | 15      | -       | 20 2    | 142     | 2       | 59           |
| 9e   | Henning Solberg         | Ab.     | 8       | 2       | 0       | Ab.     | Np.     | 10      | 6       | 6       | 0       | 8       | 4       | 15      | 59           |
| 10e  | Kimi Räikkönen          | 4       | -       | 6       | 8       | -       | -       | 6       | 2       | 8       | Np.     | Ab.     | Ab.     | Ab.     | 34           |
| 11e  | Kris Meeke              | -       | -       | -       | -       | Ab.     | -       | -       | Ab.     | Ab.     | -       | Ab.     | 133     | 12      | 25           |
| 12e  | Dennis Kuipers (en)     | 0       | Ab.     | 1       | 2       | Ab.     | -       | 1       | 0       | 1       | -       | 10      | 2       | 4       | 21           |
| 13e  | Federico Villagra       | -       | 2       | 4       | 6       | 0       | 8       | Ab.     | -       | -       | -       | -       | 0       | -       | 20           |
| 14e  | Khalid Al Qassimi       | 1       | -       | 0       | 4       | 0       | -       | -       | 0       | -       | 10      | 0       | 0       | -       | 15           |
| 15e  | Ott Tänak               | -       | 1       | -       | -       | 6       | -       | Ab.     | 0       | 0       | -       | 0       | 0       | 8       | 15           |
| 16e  | Juho Hänninen           | -       | 4       | -       | -       | 4       | -       | 4       | 1       | 0       | -       | 0       | 1       | -       | 14           |
| 17e  | Evgeny Novikov          | -       | Ab.     | -       | -       | 0       | -       | 0       | Ab.     | -       | Ab.     | 0       | 6       | 6       | 12           |
| 18e  | Hayden Paddon           | -       | -       | 0       | -       | -       | 2       | -       | 0       | -       | 8       | -       | Np.     | 0       | 10           |
| 19e  | Martin Prokop           | 0       | 6       | -       | -       | 1       | -       | 0       | 0       | 0       | -       | 0       | 0       | 0       | 7            |
| 20e  | Per-Gunnar Andersson    | 6       | -       | -       | -       | 0       | -       | -       | 0       | -       | -       | -       | -       | -       | 6            |
| 21e  | Michał Kościuszko       | -       | -       | 0       | -       | -       | 0       | -       | 0       | -       | 6       | -       | 0       | 0       | 6            |
| 22e  | Ken Block               | 0       | 0       | Np.     | -       | -       | 0       | -       | -       | 0       | 0       | 4       | Ab.     | 2       | 6            |
| 23e  | Armindo Araujo          | -       | -       | Ab.     | -       | 0       | -       | Ab.     | 0       | 4       | -       | Ab.     | Ab.     | 1       | 5            |
| 24e  | Oleksandr Saliuk        | 0       | -       | 0       | -       | -       | -       | -       | Ab.     | -       | 4       | -       | 0       | -       | 4            |
| 25e  | Peter Van Merksteijn jr | -       | -       | 0       | Ab.     | Ab.     | Ab.     | Ab.     | -       | 2       | 0       | Ab.     | 0       | Ab.     | 2            |
| 26e  | Benito Guerra           | -       | 0       | 0       | -       | -       | 0       | -       | Ab.     | -       | 2       | -       | 0       | Ab.     | 2            |
| 27e  | Pierre Campana          | -       | -       | -       | -       | -       | -       | -       | -       | 0       | -       | 2       | -       | -       | 2            |
| 28e  | Bernardo Sousa (en)     | -       | -       | Ab.     | 1       | Ab.     | -       | 0       | 0       | 0       | -       | 0       | Ab.     | -       | 1            |
| 29e  | Patrik Flodin           | Dq.     | -       | 0       | -       | 0       | 1       | -       | 0       | 0       | -       | -       | 0       | 0       | 1            |

| Couleur | Résultat                                                         |
| ------- | ---------------------------------------------------------------- |
| Or      | Vainqueur                                                        |
| Argent  | 2e place                                                         |
| Bronze  | 3e place                                                         |
| Vert    | Classé, dans les points                                          |
| Bleu    | Classé, hors des points Non classé (Nc.)                         |
| Mauve   | Abandon (Ab.) Retrait (Re.)                                      |
| Noir    | Disqualifié (Dq.)                                                |
| Blanc   | N'a pas pris le départ (Np.) Forfait (Forf.) Épreuve annulée (A) |
| Aucune  | N'a pas participé (-)                                            |

3, 2, 1 : y compris les 3, 2 et 1 points attribués aux trois premiers de la spéciale télévisée (power stage).

### Classement des constructeurs
| Rang | Équipe                    | Rallyes | Rallyes | Rallyes | Rallyes | Rallyes | Rallyes | Rallyes | Rallyes | Rallyes | Rallyes | Rallyes | Rallyes | Rallyes | Total points |
| Rang | Équipe                    | SUE     | MEX     | POR     | JOR     | ITA     | ARG     | GRE     | FIN     | GER     | AUS     | FRA     | ESP     | GBR     | Total points |
| ---- | ------------------------- | ------- | ------- | ------- | ------- | ------- | ------- | ------- | ------- | ------- | ------- | ------- | ------- | ------- | ------------ |
| 1er  | Citroën Total WRT         | 22      | 25      | 43      | 40      | 37      | 40      | 43      | 40      | 43      | 14      | 25      | 25      | 6       | 403          |
| 2e   | Ford Abu Dhabi WRT        | 40      | 33      | 27      | 30      | 20      | 24      | 21      | 30      | 17      | 43      | 33      | 33      | 25      | 376          |
| 3e   | M-Sport Stobart Ford WRT  | 18      | 18      | 4       | 3       | 18      | 14      | 12      | 14      | 4       | 12      | 16      | 12      | 33      | 178          |
| 4e   | Petter Solberg WRT        | -       | 12      | 10      | 0       | 15      | 12      | 12      | 10      | 12      | 15      | Dq.     | 0       | 0       | 98           |
| 5e   | FERM Power Tools WRT      | 4       | 0       | 2       | 4       | 0       | -       | 4       | 2       | 6       | -       | 12      | 10      | 10      | 54           |
| 6e   | Team Abu Dhabi            | 6       | -       | 1       | 6       | 6       | -       | -       | 1       | -       | 10      | 4       | 8       | 12      | 54           |
| 7e   | Munchi's Ford WRT         | -       | 6       | 6       | 8       | 4       | 8       | 0       | -       | -       | -       | -       | 6       | -       | 38           |
| 8e   | Monster WRT               | 2       | 4       | 0       | -       | -       | 2       | -       | -       | 1       | 2       | 8       | 0       | 8       | 27           |
| 9e   | Van Merksteijn Motorsport | -       | -       | 0       | 0       | 0       | 0       | 0       | -       | 8       | 4       | 0       | 4       | 0       | 16           |
| 10e  | Brazil WRT                | -       | -       | 0       | 0       | 1       | 0       | 0       | 0       | 0       | 0       | 0       | 2       | 4       | 7            |
| 11e  | Ice 1 Racing              | 8       | -       | 8       | 10      | -       | -       | 8       | 4       | 10      | -       | -       | -       | -       | 48           |

L'équipe Ice 1 Racing est exclu du championnat constructeur pour non-respect du règlement sportif du WRC. L'équipe doit participer aux rallyes qu'elle a désignés en début de saison. Le pilote a choisi sept épreuves, dont deux hors d'Europe, la Jordanie et l'Australie. Et en ne prenant pas le départ en Australie, il a donc contrevenu au règlement et l'équipe ne marquera plus de points cette saison.